# Timmy Trumpet
Timmy Trumpet, właściwie Timothy Jude Smith (ur. 9 czerwca 1982 w Sydney) – australijski DJ i producent muzyczny.

## Single
- 2013: „Bleed”
- 2014: „Freaks”
- 2014: „Nightmare”
- 2015: „Hipsta”
- 2016: „PSY or DIE”
- 2016: „Oracle”[1] – złota płyta w Polsce[2]
- 2016: „Collab Bro”
- 2017: „Satellites”
- 2020: „Diamonds”
- 2020: „911”
- 2020: „Armageddon”
- 2022: „Just in Case”[3] – platynowa płyta w Polsce[4]